# Романщак Віктор Андрійович
Ві́ктор Андрі́йович Романщак (* 30 серпня 1946, м. Констанца, Румунія) — український живописець, графік, майстер гобелену, педагог.

## Біографія
Народився в сім'ї військового. Мати — із родини розкуркулених.
У 1957—1964 роках навчався в Республіканській художній середній школі ім. Тараса Шевченка (Київ).
У 1970 році закінчив Київський художній інститут (тепер — Національна академія образотворчого мистецтва і архітектури). Викладач — Тетяна Яблонська (майстерня монументального живопису).
Після захисту диплома працював у майстерні Яблонської асистентом і старшим викладачем (1970—1974).
Член Національної спілки художників України з 1977 року.
Із 1970-го — учасник колективних республіканських та всесоюзних виставок. Персональні виставки — у Києві в 1999, 2016 роках, у Гамбурзі (Німеччина) в 1999, двічі.
Роботи Віктора Романщака знаходяться в державних (художніх музеях Києва, Запоріжжя, Сум) та приватних колекціях України та за кордоном (США, Канади, Бразилії, Швеції, Фінляндії, Німеччини, Франції, Великої Британії, Голландії, Японії).
Живе в Києві.

## Творчість
Віктор Романщак працює в галузях монументального та станкового живопису, декоративно-вжиткового мистецтва (гобелен).
Основні твори:
Гобелени:
- «Запорожці» (1970)[2]);
- «Григорій Сковорода» (1972)[3];
- «Київ» (1976)[4];
- «Київ XVII століття» (1989);
- «Герб гетьмана Павла Полуботка» (1994).

Основна тема живопису Віктора Романщака:
- Київ із його місцями сили, історичний, утаємничений і святочний;

- краєвиди кримської Ялти з її тихими кварталами, давніми вуличками й будиночками з національним татарським колоритом;

- інтер'єри селянського побуту в Седневі;

- німецькі (Гамбург) та голландські краєвиди.

Живописні роботи:
- «Дівчина» (1972);
- «Будинок, де жив художник М. Бойчук» (1973);
- «Седнів взимку» (1973);
- «Опівдні» (1993);
- «Вечір на Подолі» (1996);
- «Вид на церкву Святої Катерини» (Голландія) (1998);
- «Вуличка старої Ялти» та інші.

Офорти:
- «Гостинний двір на Подолі» (1973);
- «Гора Киселівка» (1974)

## Родина
- Ярова Наталія Степанівна — дружина. Закінчила факультет прикладного мистецтва Московської текстильної академії (1968-1973). Член НСХУ (1982). Працює в галузі живопису.
- Яровий Степан Калинович (1913-1988) — тесть. Відомий український живописець, майстер мариністичного пейзажу.